# Grästjärnen (Hotagens socken, Jämtland, 710042-145056)
Grästjärnen är en sjö i Krokoms kommun i Jämtland och ingår i Indalsälvens huvudavrinningsområde. Grästjärnen ligger i Gråberget-Hotagsfjällen Natura 2000-område.